# Campeonato Pernambucano de Futebol de 2014 - Série A2
O Campeonato Pernambucano de Futebol - Série A2 de 2014, foi a 21ª edição da segunda divisão de futebol profissional entre clubes de futebol do estado de Pernambuco desde 1995.

A competição contou com 23 datas e foi encerrada no dia 12 de outubro.
Este ano, as 16 associações duelaram por duas vagas de acesso para disputar o Campeonato Pernambucano de Futebol de 2015.
O Vera Cruz levantou sua terceira taça de campeão da Série A2 do Campeonato Pernambuco. O triunfo veio diante do Atlético Pernambucano, por 2 a 1, no Estádio Carneirão, em Vitória de Santo Antão diante de sua grande torcida. A associação agora é a maior vencedora do Campeonato Pernambucano Série A2, com 3 títulos.

## Formato e Regulamento

### Regulamento
Na primeira fase contará com quatro grupos de quatro equipes cada, elas jogarão no sistema de ida e volta, se classificando os dois primeiros de cada grupo. Na segunda fase as doze equipes se dividirão em dois grupos de seis, passando para quartas de final os quartos primeiros de cada grupo para fase eliminatória que será jogado no sistema de ida e volta, consequentemente a quarta fase será a semifinal e a quinta fase será a grande final.
O campeonato foi disputado por jogadores de até 23 (vinte e três) anos, sendo que cada equipe poderia incluir até 4 (quatro) jogadores acima dessa idade e até 5 (cinco) jogadores não profissionais.

### Formato
- Primeira Fase (fase de grupos): 16 equipes formaram quatro grupos denominados “A”, “B”, “C” e “D” com quatro clubes em cada, jogando no sistema de ida e volta, totalizando 6 datas. As três associações melhores colocadas em cada grupo se classificaram para a próxima fase.[6]
- Segunda Fase (fase de grupos): 12 equipes formaram dois grupos denominados “E” e “F”, com seis clubes em cada grupo e jogando no sistema de ida e volta, classificando-se os quatro primeiros colocados de cada grupo.
- Terceira Fase (quartas de final): conforme o regulamento o chaveamento para está fase será: 1“E” x 4“F”, 2“E” x 3“F”, 1“F“ x 4“E” e 2F“ x 3“E”, os clubes jogaram no sistema de ida e volta, classificando-se quem mais pontuar.
- Quarta Fase (semifinal): está fase levará em conta o cruzamento da fase anterior, assim ficaram; “Q1” x “Q2” e “Q3” x “Q4”, os clubes jogaram no sistema de ida e volta, classificando-se quem mais pontuar. Essas duas associações já estão automaticamente classificadas para a Série A1.
- Quinta Fase (final): as duas equipes disputaram o título em jogo único. Com mando de campo da equipe de melhor campanha em todo campeonato.

## Participantes
| Equipe                                        | Cidade                  | Em 2013  | Estádio (Mando)              | Capacidade | Títulos (Último) | Part. |
| --------------------------------------------- | ----------------------- | -------- | ---------------------------- | ---------- | ---------------- | ----- |
| Afogados da Ingazeira Futebol Clube           | Afogados da Ingazeira   | ND       | Vianão                       | 1.800      | 0 (não possui)   | 1     |
| Altinho Futebol Clube                         | Altinho                 | 6°       | Olívio Lemos                 | 1.500      | 0 (não possui)   | 2     |
| Araripina Futebol Clube                       | Araripina               | 4°       | Chapadão do Araripe          | 5.500      | 0 (não possui)   | 3     |
| Clube Atlético Pernambucano                   | Carpina                 | ND       | Prof. Luiz Alexandrino       | 2.000      | 0 (não possui)   | 5     |
| Barreiros Futebol Clube                       | Barreiros               | ND       | Luiz Brito de Melo           | 2.000      | 0 (não possui)   | 2     |
| Belo Jardim Futebol Clube                     | Belo Jardim             | 12° (A1) | Mendonção                    | 5.230      | 0 (não possui)   | 7     |
| Centro Limoeirense de Futebol                 | Limoeiro                | 5°       | Varedão                      | 4.000      | 0 (não possui)   | 16    |
| Sociedade Esportiva Decisão Futebol Clube     | Recife                  | ND       | Aflitos                      | 19.800     | 0 (não possui)   | 10    |
| Ferroviário Esporte Clube do Cabo             | Cabo de Santo Agostinho | 14°      | Gileno de Carli              | 2.000      | 0 (não possui)   | 12    |
| Íbis Sport Club                               | Paulista                | 9°       | Ademir Cunha                 | 12.000     | 0 (não possui)   | 18    |
| Associação Desportiva Jaboatão dos Guararapes | Jaboatão dos Guararapes | 8°       | Jefferson de Freitas         | 2.000      | 0 (não possui)   | 3     |
| Olinda Futebol Clube                          | Olinda                  | 7°       | Eugênio de Araújo            | 4.000      | 0 (não possui)   | 5     |
| Petrolina Social Futebol Clube                | Petrolina               | 11° (A1) | Paulo Coelho                 | 5.000      | 2 (2010)         | 5     |
| Sete de Setembro Esporte Clube                | Garanhuns               | 11°      | Estádio Marco Antônio Maciel | 10.000     | 1 (1995)         | 13    |
| Timbaúba Futebol Clube                        | Timbaúba                | 3°       | Ferreira Lima                | 8.000      | 0 (não possui)   | 5     |
| Vera Cruz Futebol Clube                       | Vitória de Santo Antão  | 10°      | Carneirão                    | 10.000     | 2 (2009)         | 6     |

## Primeira Fase
|  | Equipes classificadas para à segunda fase |
|  | Equipes eliminadas na primeira fase       |

### Grupo A
| Pos | Equipes   | Pts | J | V | E | D | GP | GC | SG | %  | M       |
| --- | --------- | --- | - | - | - | - | -- | -- | -- | -- | ------- |
| 1   | Araripina | 14  | 6 | 4 | 2 | 0 | 12 | 5  | +7 | 78 | Estável |
| 2   | Afogados  | 11  | 6 | 3 | 2 | 1 | 6  | 4  | +2 | 61 | 1       |
| 3   | Altinho   | 5   | 6 | 1 | 2 | 3 | 5  | 9  | –4 | 28 | 1       |
| 4   | Petrolina | 3   | 6 | 1 | 0 | 5 | 4  | 9  | –5 | 17 | Estável |

|           | AFO | ALT | ARA | PET |
| --------- | --- | --- | --- | --- |
| Afogados  | —   | 2–0 | 0–0 | 2–1 |
| Altinho   | 0–0 | —   | 1–1 | 1–2 |
| Araripina | 3–1 | 4–1 | —   | 2–0 |
| Petrolina | 0–1 | 0–1 | 1–2 | —   |

| Vitória do mandante | Vitória do visitante | Empate |

### Grupo B
| Pos | Equipes            | Pts | J | V | E | D | GP | GC | SG | %  | M       |
| --- | ------------------ | --- | - | - | - | - | -- | -- | -- | -- | ------- |
| 1   | Centro Limoeirense | 11  | 6 | 3 | 2 | 1 | 3  | 2  | +1 | 61 | Estável |
| 2   | Belo Jardim        | 9   | 6 | 2 | 3 | 1 | 5  | 1  | +4 | 50 | Estável |
| 3   | Timbaúba           | 9   | 6 | 2 | 3 | 1 | 4  | 2  | +2 | 50 | Estável |
| 4   | Sete de Setembro   | 3   | 6 | 1 | 0 | 5 | 2  | 9  | –7 | 17 | Estável |

|                    | BJD | CLF | SDS | TIM |
| ------------------ | --- | --- | --- | --- |
| Belo Jardim        | —   | 0–1 | 3–0 | 0–0 |
| Centro Limoeirense | 0–0 | —   | 1–0 | 0–2 |
| Sete de Setembro   | 0–2 | 0–1 | —   | 0–1 |
| Timbaúba           | 0–0 | 0–0 | 1–2 | —   |

| Vitória do mandante | Vitória do visitante | Empate |

### Grupo C
| Pos | Equipes             | Pts | J | V | E | D | GP | GC | SG | %  | M       |
| --- | ------------------- | --- | - | - | - | - | -- | -- | -- | -- | ------- |
| 1   | Vera Cruz           | 13  | 6 | 4 | 1 | 1 | 11 | 6  | +5 | 72 | Estável |
| 2   | Jaguar              | 8   | 6 | 2 | 2 | 2 | 9  | 8  | +1 | 44 | 1       |
| 3   | Ferroviário do Cabo | 7   | 6 | 2 | 1 | 3 | 7  | 12 | –5 | 39 | 1       |
| 4   | Barreiros           | 5   | 6 | 1 | 2 | 3 | 7  | 8  | –1 |    | Estável |

|                     | BAR | FCA | JAG | VCR |
| ------------------- | --- | --- | --- | --- |
| Barreiros           | —   | 3–1 | 0–1 | 1–1 |
| Ferroviário do Cabo | 2–1 | —   | 1–1 | 1–2 |
| Jaguar              | 2–2 | 1–2 | —   | 3–1 |
| Vera Cruz           | 1–0 | 4–0 | 2–1 | —   |

| Vitória do mandante | Vitória do visitante | Empate |

### Grupo D
| Pos | Equipes               | Pts | J | V | E | D | GP | GC | SG  | % | M       |
| --- | --------------------- | --- | - | - | - | - | -- | -- | --- | - | ------- |
| 1   | Atlético Pernambucano | 12  | 6 | 3 | 3 | 0 | 10 | 3  | +7  |   | Estável |
| 1   | Íbis                  | 12  | 6 | 3 | 3 | 0 | 10 | 3  | +7  |   | 1       |
| 3   | Olinda                | 8   | 6 | 2 | 2 | 2 | 8  | 4  | +4  |   | Estável |
| 4   | Decisão Sertânia      | 0A  | 6 | 0 | 0 | 6 | 0  | 18 | –18 | 0 | Estável |

|                       | CAP | DFC | IBI | OLI |
| --------------------- | --- | --- | --- | --- |
| Atlético Pernambucano | —   | 3–0 | 0–0 | 1–0 |
| Decisão Sertânia      | 0–3 | —   | 0–3 | 0–3 |
| Íbis                  | 2–2 | 3–0 | —   | 1–0 |
| Olinda                | 1–1 | 3–0 | 1–1 | —   |

| Vitória do mandante | Vitória do visitante | Empate |

AO Decisão desistiu de disputar a competição depois que a tabela foi divulgada.

## Segunda Fase
|  | Equipes classificadas para à fase final |
|  | Equipes eliminadas na segunda fase      |

### Grupo E
| Pos | Equipes             | Pts | J  | V | E | D | GP | GC | SG  | %  | M       |
| --- | ------------------- | --- | -- | - | - | - | -- | -- | --- | -- | ------- |
| 1   | Belo Jardim         | 21  | 10 | 6 | 3 | 1 | 24 | 7  | +17 | 70 | Estável |
| 2   | Altinho             | 19  | 10 | 5 | 4 | 1 | 17 | 7  | +10 | 63 | Estável |
| 3   | Jaguar              | 15  | 10 | 4 | 3 | 3 | 16 | 15 | +1  | 50 | 1       |
| 4   | Araripina           | 15  | 10 | 3 | 6 | 1 | 18 | 12 | +6  | 50 | 1       |
| 5   | Íbis                | 7   | 10 | 2 | 1 | 7 | 10 | 19 | –9  | 23 | Estável |
| 6   | Ferroviário do Cabo | 3   | 10 | 0 | 3 | 7 | 15 | 40 | –25 | 10 | Estável |

|                     | ALT | ARA | BJD | FCA | IBI | JAG |
| ------------------- | --- | --- | --- | --- | --- | --- |
| Altinho             | —   | 2–2 | 1–1 | 6–1 | 1–2 | 2–0 |
| Araripina           | 1–1 | —   | 0–0 | 1–1 | 2–1 | 3–0 |
| Belo Jardim         | 0–1 | 1–0 | —   | 5–0 | 1–0 | 0–0 |
| Ferroviário do Cabo | 0–2 | 3–3 | 3–9 | —   | 1–2 | 2–5 |
| Íbis                | 0–1 | 1–4 | 1–4 | 2–2 | —   | 1–2 |
| Jaguar              | 0–0 | 2–2 | 1–3 | 5–2 | 1–0 | —   |

| Vitória do mandante | Vitória do visitante | Empate |

### Grupo F
| Pos | Equipes               | Pts | J  | V | E | D | GP | GC | SG  | %  | M       |
| --- | --------------------- | --- | -- | - | - | - | -- | -- | --- | -- | ------- |
| 1   | Vera Cruz             | 21  | 10 | 6 | 3 | 1 | 22 | 8  | +14 | 70 | Estável |
| 2   | Timbaúba              | 17  | 10 | 4 | 5 | 1 | 13 | 10 | +3  | 57 | 2       |
| 3   | Atlético Pernambucano | 14  | 10 | 3 | 5 | 2 | 11 | 9  | +2  | 47 | 1       |
| 4   | Afogados              | 14  | 10 | 3 | 5 | 2 | 14 | 13 | +1  | 47 | 1       |
| 5   | Olinda                | 9   | 10 | 2 | 3 | 5 | 15 | 18 | –3  | 30 | Estável |
| 6   | Centro Limoeirense    | 4   | 10 | 1 | 1 | 8 | 5  | 22 | –17 | 13 | Estável |

|                       | AFO | CAP | CLF | OLI | TIM | VCR |
| --------------------- | --- | --- | --- | --- | --- | --- |
| Afogados              | —   | 2–2 | 1–0 | 3–1 | 0–1 | 2–0 |
| Atlético Pernambucano | 0–0 | —   | 1–0 | 1–2 | 0–0 | 1–1 |
| Centro Limoeirense    | 2–2 | 0–3 | —   | 1–0 | 0–1 | 0–4 |
| Olinda                | 3–3 | 1–2 | 2–0 | —   | 1–1 | 2–3 |
| Timbaúba              | 1–1 | 1–1 | 3–2 | 3–2 | —   | 0–0 |
| Vera Cruz             | 3–0 | 2–0 | 5–0 | 1–1 | 3–2 | —   |

| Vitória do mandante | Vitória do visitante | Empate |

## Desempenho por Rodada
Clubes que lideraram o campeonato ao final de cada rodada:
|         | 1   | 2   | 3   | 4   | 5   | 6   | 7   | 8   | 9   | 10  |
| Grupo A | BJD | ARA | ARA | ARA | ALT | JAG | JAG | BJD | BJD | BJD |
| Grupo B | TIM | TIM | TIM | TIM | TIM | VCR | VCR | VCR | VCR | VCR |

Clubes que ficaram na última posição do campeonato ao final de cada rodada:
|         | 1   | 2   | 3   | 4   | 5   | 6   | 7   | 8   | 9   | 10  |
| Grupo A | IBI | IBI | IBI | FCA | FCA | FCA | FCA | FCA | FCA | FCA |
| Grupo B | OLI | OLI | CLF | OLI | OLI | OLI | OLI | CLF | CLF | CLF |

## Fase Final
As equipes que estão na parte superior do confronto possuem o mando de campo no primeiro jogo e em negrito as equipes classificadas.
|  | Quartas-de-final      | Quartas-de-final    | Quartas-de-final    | Quartas-de-final    |       |                             | Semifinais          | Semifinais          | Semifinais          | Semifinais          |  |  | Final                 | Final         | Final         | Final         |
|  | 14 à 21 de setembro   | 14 à 21 de setembro | 14 à 21 de setembro | 14 à 21 de setembro |       |                             | 24 à 28 de setembro | 24 à 28 de setembro | 24 à 28 de setembro | 24 à 28 de setembro |  |  | 12 de outubro         | 12 de outubro | 12 de outubro | 12 de outubro |
|  |                       |                     |                     |                     |       |                             |                     |                     |                     |                     |  |  |                       |               |               |               |
|  | Atlético Pernambucano | 1                   | 3                   | 4                   |       |                             |                     |                     |                     |                     |  |  |                       |               |               |               |
|  | Altinho               | 1                   | 1                   | 2                   |       |                             |                     |                     |                     |                     |  |  |                       |               |               |               |
|  | Altinho               | 1                   | 1                   | 2                   |       | Atlético Pernambucano (pen) | 1                   | 0                   | 1 (5)               |                     |  |  |                       |               |               |               |
|  |                       |                     |                     |                     |       | Atlético Pernambucano (pen) | 1                   | 0                   | 1 (5)               |                     |  |  |                       |               |               |               |
|  |                       | Belo Jardim         | 0                   | 1                   | 1 (3) |                             |                     |                     |                     |                     |  |  |                       |               |               |               |
|  | Afogados              | Belo Jardim         | 0                   | 1                   | 1 (3) | 0                           | 1                   | 1                   |                     |                     |  |  |                       |               |               |               |
|  | Afogados              |                     |                     |                     |       | 0                           | 1                   | 1                   |                     |                     |  |  |                       |               |               |               |
|  | Belo Jardim           | 6                   | 0                   | 6                   |       |                             |                     |                     |                     |                     |  |  |                       |               |               |               |
|  |                       |                     |                     |                     |       |                             |                     |                     |                     |                     |  |  | Atlético Pernambucano | 1             |               |               |
|  |                       |                     | Vera Cruz           | 2                   |       |                             |                     |                     |                     |                     |  |  |                       |               |               |               |
|  | Jaguar                | 2                   | 3                   | 5                   |       |                             |                     |                     |                     |                     |  |  |                       |               |               |               |
|  | Timbaúba              | 0                   | 2                   | 2                   |       |                             |                     |                     |                     |                     |  |  |                       |               |               |               |
|  | Timbaúba              | 0                   | 2                   | 2                   |       | Jaguar                      | 0                   | 0                   | 0 (4)               |                     |  |  |                       |               |               |               |
|  |                       |                     |                     |                     |       | Jaguar                      | 0                   | 0                   | 0 (4)               |                     |  |  |                       |               |               |               |
|  |                       | Vera Cruz (pen)     | 0                   | 0                   | 0 (5) |                             |                     |                     |                     |                     |  |  |                       |               |               |               |
|  | Araripina             | Vera Cruz (pen)     | 0                   | 0                   | 0 (5) | 2                           | 0                   | 2                   |                     |                     |  |  |                       |               |               |               |
|  | Araripina             |                     |                     |                     |       | 2                           | 0                   | 2                   |                     |                     |  |  |                       |               |               |               |
|  | Vera Cruz (gf)        | 1                   | 1                   | 2                   |       |                             |                     |                     |                     |                     |  |  |                       |               |               |               |

### Final
| 12 de outubro | Vera Cruz                              | 2 – 1 | Atlético Pernambucano | Estádio Carneirão, Vitória de Santo Antão               |
| 15:00         | Cláudio Pitbull 50' · Moisés Polho 83' |       | 58' Éverton (pen)     | Público: 796 pagantes Árbitro: PE Giorgio Wilton Macêdo |

## Premiação
| Campeonato Pernambucano de Futebol de 2014 - Série A2 |
| ----------------------------------------------------- |
| Vera Cruz Futebol Clube Campeão (3.º título)          |

| Vice Campeão:         | Terceiro Colocado: | Quarto Colocado: | Artilheiro:                           |
| --------------------- | ------------------ | ---------------- | ------------------------------------- |
| Atlético Pernambucano | Belo Jardim        | Jaguar           | Pedro Maycon (Belo Jardim ) – 13 gols |